# Zvezdna vrata
Zvezdna vrata označujejo izmišljeno vesolje, ki temelji na filmu z istim naslovom iz leta 1994. Zgodba temelji na zvezdnih vratih, napravi, ki omogoča teleportacijo po vesolju, tako da med dvema vratoma ustvari črvino. Prvo tako napravo so na Zemlji odkrili v Egiptu leta 1928, šele v devetdesetih letih 20. stoletja pa so odkrili, kako deluje in vzpostavili tajni program raziskovanja galaksije in spoznavanja novih civilizacij.
Filmu je leta 1997 sledila serija Zvezdna vrata SG-1, ki se je končala maja 2007 z za znanstvenofantastično serijo rekordnimi desetimi sezonami. Sedaj sta v nastanku še dva filma, ki bosta nerazrešene zgodbene loke o Orijih (Zvezdna vrata: Skrinja resnice) in Ba'alu (Zvezdna vrata: Continuum) pripeljala do zaključka. Oba filma bosta izdana neposredno na DVDjih.
Leta 2004 se je franšizi pridružil spin-off Zvezdna vrata: Atlantida, katere četrta sezona je v teku od jeseni 2007.
Trenutno je v pred-produkciji še tretja serija iz sveta Zvezdnih vrat, Zvezdna vrata: Vesolje, ki naj bi jo začeli snemati po izdaji obeh filmov Zvezdnih vrat SG-1.
Med letoma 2002 in 2003 je bila na sporedu risana serija Zvezdna vrata: Neskončnost, ki je zdržala le eno sezono. 
Napisanih je bilo tudi nekaj knjig in stripov, ki se dogajajo v tem vesolju.